# Jan Sepp
Jan Sepp est un entomologiste néerlandais, né le 18 septembre 1778 et mort le 19 décembre 1853.
C'est un illustrateur qui a en particulier édité Surinaamsche vlinders : naar het leven geteekend( Papillons de Surinam dessinés d'après nature).